# Seznam evroposlancev iz Bolgarije (2009–2014)
Seznam 17 evroposlancev iz Bolgarije' v mandatu 2009-2014.

## Seznam

### B
- Slavčo Binev, Narodna zveza Napad (Identiteta/Suverenost/Transparentnost)

### H
- Filiz Hjusmenova, Gibanje za pravice in svoboščine (Skupina zavezništva liberalcev in demokratov za Evropo)

### I
- Iliana Ivanova, GERB (Evropska ljudska stranka - Evropski demokrati)

### J
- Iliana Jotova, Koalicija Bolgarije (Stranka evropskih socialistov)

### K
- Ivajlo Kalfin, Koalicija Bolgarije (Stranka evropskih socialistov)
- Metin Kazak, Gibanje za pravice in svoboščine (Skupina zavezništva liberalcev in demokratov za Evropo)
- Evgeni Kirilov, Koalicija Bolgarije (Stranka evropskih socialistov)
- Meglena Kuneva, Narodno gibanje Simeona II. (Skupina zavezništva liberalcev in demokratov za Evropo)

### M
- Nadežda Mihajlova, Modra Koalicija (Evropska ljudska stranka - Evropski demokrati)

### N
- Marija Nedelčeva, GERB (Evropska ljudska stranka - Evropski demokrati)

### P
- Vladko Panajotov, Gibanje za pravice in svoboščine (Skupina zavezništva liberalcev in demokratov za Evropo)
- Antonija Prvanova, Narodno gibanje Simeona II. (Skupina zavezništva liberalcev in demokratov za Evropo)

### S
- Dimitar Stojanov, Narodna zveza Napad (prej v Identiteta/Tradicija/Suverenost)
- Emil Stojanov, GERB (Evropska ljudska stranka - Evropski demokrati)

### U
- Vladimir Uručev, GERB (Evropska ljudska stranka - Evropski demokrati)

### V
- Kristian Vigenin, Koalicija Bolgarije (Stranka evropskih socialistov)

### Ž
- Rumjana Želeva, GERB (Evropska ljudska stranka - Evropski demokrati)

## Parti Populaire européen (6)
- Nadejda Mihaïlova
- Rumyana Jeleva
- Vladimir Urutchev
- Iliana Ivanova
- Émil Stoyanov
- Maria Nedeltcheva

## Groupe socialiste (4)
- Ivaïlo Kalfin
- Iliyana Yotova
- Kristian Viguenine
- Evgueni Kirilov

## Alliance des démocrates et libéraux (5)
- Meglena Kouneva
- Antonia Părvanova
- Vladko Panayotov
- Metin Kazak
- Filiz Hyusmenova

## Non-inscrits (2)
- Dimităr Stoyanov
- Slavtcho Binev

## Po skupinah evropskih strank
| Skupina                                                       | Nacionalne stranke                                                   | Sedeži |
| Stranka evropskih socialistov                                 | Koalicija Bolgarije (4)                                              | 4      |
| Skupina zavezništva liberalcev in demokratov za Evropo (ALDE) | Gibanje za pravice in svoboščine (3) Narodno gibanje Simeona II. (2) | 5      |
| Evropska ljudska stranka - Evropski demokrati (EPP-ED)        | Modra Koalicija (1) GERB (5)                                         | 6      |
| Non-Inscrits                                                  | Narodna zveza Napad (2)                                              | 2      |